# Android 14
O Android 14 é a décima quarta versão principal do sistema operacional móvel Android, lançada em outubro de 2023, desenvolvida pela aliança Open Handset Alliance liderada pela empresa estadunidense Google.

## História

Logótipo do Android 14 nas versões Developer Preview e Beta

O Android 14 (codinome interno Upside Down Cake) foi anunciado oficialmente nos blogs do Android em outubro de 2023 (developers e products), mas a versão prévia do desenvolvedor foi lançada em fevereiro de 2023, inicialmente para a série de smartphones Google Pixel (do Pixel 4a 5G a 8 Pro, descartando o suporte para Pixel 5 a Pixel 5a). Tendo o código fonte do sistema publicada na plataforma Android Open-Source Project (AOSP) para teste. Mas esta 14ª versão do sistema foi formalmente revelada em novembro de 2023 no evento Made By Google (cidade de Nova Iorque).
A versão beta 1 foi lançada em abril de 2023. Posteriormente a atualização chegará para telemóveis Samsung, Motorola, Xiaomi, Realme, Google Pixel e ASUS. A versão final foi oficialmente lançada em outubro de 2023, focado nas partes de acessibilidade e de personalização.

## Versões
- Versão developer
  - Developer Preview 1 (DP1), em 8 de fevereiro de 2023;[3]
  - Developer Preview 2, em 8 de março de 2023;
- Versão beta
  - Beta 1, em 12 de abril de 2023;
  - Beta 2, em 10 de maio de 2023;
  - Beta 2.1, em 25 de maio de 2023;
  - Beta 3, em 7 de junho de 2023;
  - Beta 3.1, em 14 de junho de 2023;
  - Beta 4, em 11 de julho de 2023;
  - Beta 4.1, em 26 de julho de 2023;
  - Beta 5, em 10 de agosto de 2023;
  - Beta 5.1, em 18 de agosto de 2023;
  - Beta 5.2, em 25 de agosto de 2023;
  - Beta 5.3, em 6 de setembro de 2023;
  - Beta QPR1, em 20 de setembro de 2023;
- Versão final, em 4 de outubro de 2023.[7][8]